# Rudbeckia laciniata
Rudbeckia laciniata, дељенолисна рудбекија или дроњава пупавица је вишегодишња зељаста биљка из породице Compositae. 

## Опис
Висока до 2,5 (3) метара, с ваљкастим и гранатим пузећим ризомом. Стабљика је усправна, гола, округласта, у горњем делу граната. Листови су наизменично постављени, голи или могу бити покривени ретким длакама сјајнозелене боје. Главице пречника до 12 центиментара су појединачне, с дугачком дршком и има их 2-25 у растреситим цвастима. Има 8-12 зракастих цветова, ланцетасти су до обланцетасти, златно-жуте боје, дуги 15-50 милиметара и широки 4-14 милиметара, а цевастих цветова има 150-300, дуги су 3,5-5 милиметара и тамносмеђе боје.
Цвета после друге године живота. Цветови су хермафродитни и опрашују их инсекти. Цвета од јула до октобра, а плодоноси од августа до октобра. Ахенија дужине око 5 милиметара, гола, четвороугласта, са стране је спљоштена. Размножава се семеном, а често и вегетативно, фрагментима ризома, који морају бити већи, до 1 центиметар.

## Порекло и распрострањење
Врста води порекло из централне и источне Северне Америке.
У Европу је унета као декоративна врста почетком XVII века. Осим у Европу интродукована је и у Азију (у Јапан почетком ХХ века), делове Северне Америке (Канада и САД), Јужну Америку (Боливија) и на Нови Зеланд. Сматра се и пољопривредним и еколошким коровом, који може да формира густе монодоминанте популације и да компетитивно искључи са станишта гајене или домаће врсте. Ризик од нових интродукција је велик јер се ова врста још увек може наћи у продаји у расадницима или преко интернета.
Продукује велику количину семена (преко 1000/јединки), које може да преживи барем три године у земљишту (прве године проклија око 35% семена), а вегатативно размножавање је могуће и веома малим фрагментима ризома. Постоје индикације да је ова врста токсична, па чак и фатална за коње, свиње и овце. Младе стабљике су јестиве, али се саветује опрез због могуће токсичности.
У Србији је спорадично распрострањена.

## Станиште
Може се наћи углавном на осунчаним и влажним стаништима, на обалним стаништима или дуж путева и пруга, на ивицама шума, у влажним шумама где формира густе популације. Преферира хладнију и влажнију умерену климу, каква је честа на планинским заравнима, као и ниже надморске висине до 700 метара. Код нас се гаји у баштама и парковима. 

## Мере контроле и сузбијања
У Јапану је прописано око 50 различитих поступака за контролу (Акт о инвазивним врстама Министарства заштите животне средине), као и Упутство за контролу ове врсте. У Упутству се предлаже спречавање цветања уклањањем надземних делова биљке, једном годишње, као и континуирано уклањање ризома. 
Истраживања су показала да уклањање надземних делова биљке једанпут годишње знатно смањује стопу цветања, али доводи до повећања подземне биомасе. Стога је сечење или кошење добар метод контроле ширења ове врсте, као и уништавање, које је ефикасно само када се ризом узаступно уклања дуже од три године.

## Синоними
- Rudbeckia digitata Mill[1]